# Iain Dowie
Iain Dowie est un footballeur nord-irlandais, né le 9 janvier 1965, qui évoluait au poste d'attaquant. Il devient ensuite entraîneur. Il est l'oncle de Natasha Dowie.

## Biographie

### Carrière de joueur
En janvier 1998, il quitte West Ham United pour QPR, dans un transfert comprenant aussi Keith Rowland, avec Trevor Sinclair effectuant le trajet inverse.
Iain Dowie joue 17 matchs de qualification pour la Coupe du monde. Il inscrit un doublé contre l'Albanie en 1996.

### Carrière d'entraineur
Il entraîne les clubs de Crystal Palace, Charlton et Hull City en Premier League, en étant à chaque fois relégué.